# Olga Morel
Olga Magdalena del Pilar Morel Morel (Constitución, 12 de octubre de 1907 - Santiago de Chile, 10 de mayo de 1988) fue una pintora chilena que incursionó tanto en el expresionismo como en el arte abstracto, donde junto a Aída Poblete y Ximena Cristi, compartió «la configuración de mundos y perspectivas de expresión femenina».

## Vida y obra
Estudió arte en la Universidad de Chile donde fue alumna de Pablo Burchard. Formó parte de la generación de 1940, junto a artistas como Francisco Otta, Israel Roa, Ximena Cristi, Sergio Montecino, Gabi Garfias y Carlos Pedraza, entre otros.
En su obra se aprecia una dedicación hacia los paisajes donde «son recurrentes las casas en medio de arboledas, cerros, dunas, roqueríos de una playa o rincones cercanos a un río, dejándose sentir en su atmósfera un dejo nostálgico. También encontramos entre sus temas de interés, las flores y naturalezas muertas, observándose en ellos una impronta expresionista».
Exposiciones y distinciones
Participó en varias exposiciones individuales y colectivas durante su carrera, entre ellas las muestras Primer Salón de Acuarelistas (1942) y Asociación Chilena de Pintores y Escultores (1959) en el Museo Nacional de Bellas Artes de Chile, Primer Salón de Acuarelistas (1942), Dibujos y Grabados, Asociación Chilena de Pintores y Escultores (1961), Olga Morel, Exposición de Óleos (1979) y Las Ciudades Chilenas en la Pintura (1979) en el Museo de Arte Contemporáneo de Santiago, entre otras exposiciones.